# Pieter Abbeel
Pieter Abbeel (* 1977 in Antwerpen) ist ein belgischer Informatiker in der Robotik und im Maschinenlernen.

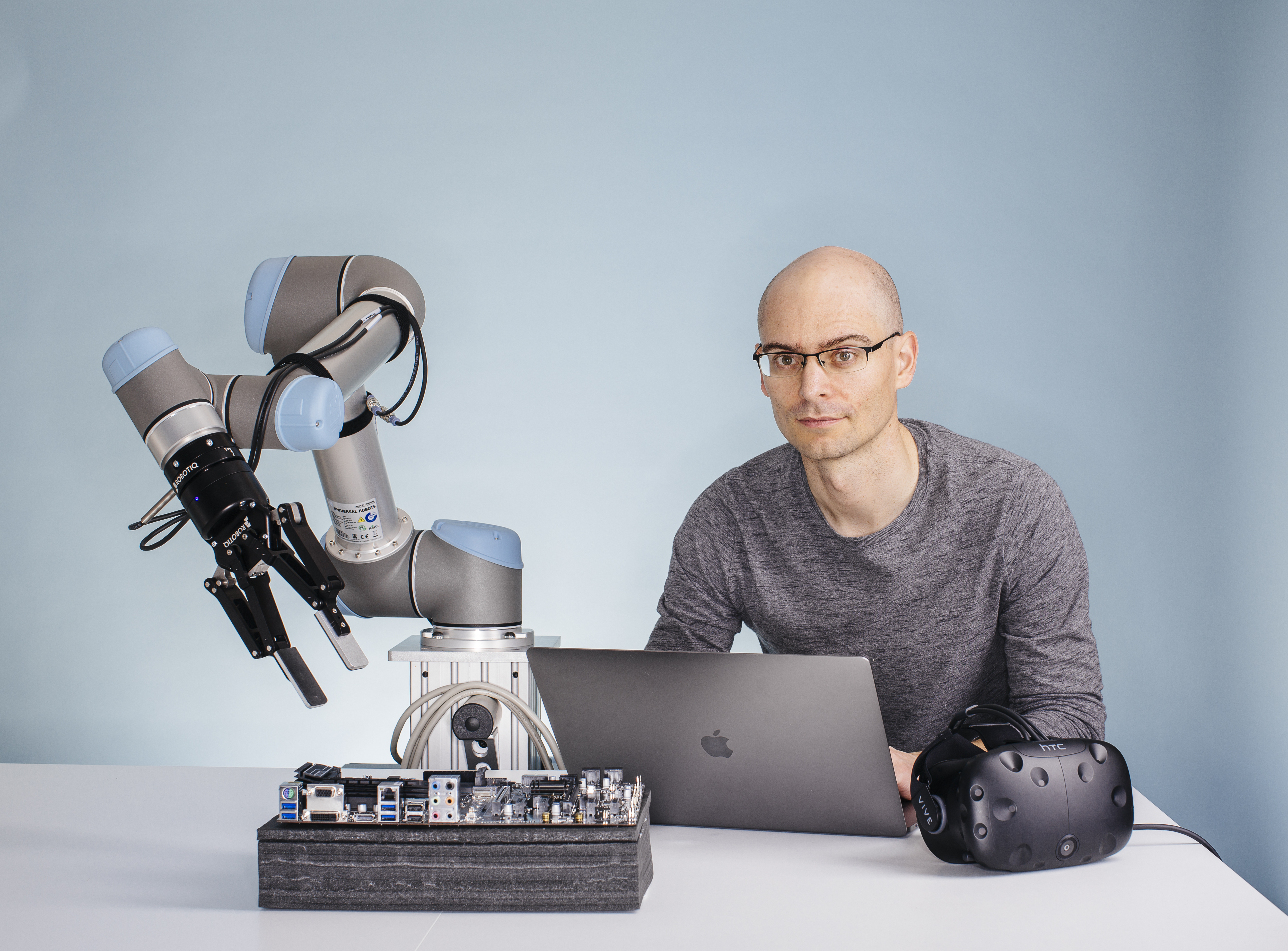
Pieter Abbeel 2017

Abbeel studierte Elektrotechnik an der Katholischen Universität Leuven mit dem Master-Abschluss 2000. Dann studierte er Informatik an der Stanford University, an der er 2008 bei Andrew Ng promoviert wurde (Apprenticeship learning and reinforcement learning with application to robotic control).  Danach wurde er Assistant Professor an der University of California, Berkeley, gründete dort das Berkeley Robot Learning Lab und erhielt 2017 eine volle Professur. 2016 wurde er Ko-Direktor des  Berkeley Artificial Intelligence Research Lab (BAIR).
Er war Mitgründer einer Reihe von Firmen, so 2014 Gradescope für die Online-Bewertung von Studenten (2018 von Turnitin übernommen) und 2017 Covariant in Emeryville für Maschinenlernen in der Robotik, dessen Präsident und Chefwissenschaftler er ist.
2021 erhielt er den ACM Prize in Computing für Maschinenlernen in der Robotik.

## Schriften (Auswahl)
- mit Y. Ng: Apprenticeship learning via inverse reinforcement learning, Proc. 21. Int. Conf. Machine Learning, Band 1, 2004
- mit D. Koller u. a.: Introduction to statistical relational learning, MIT Press 2007
- mit J. Schulman, S. Levine, M. Jordan, P. Moritz: Trust region policy optimization, Int. Conf. on Machine Learning 2015, S. 1889–1897
- mit X. Chen u. a.: Infogan: Interpretable representation learning by information maximizing generative adversarial nets, Advances in Neural Information Processing Systems, Band 29, 2016
- mit S. Levine, C. Finn, T. Darrell: End-to-end training of deep visuomotor policies, J. Machine Learning Research, Band 17, 2016, S. 1334–1373
- mit R. Lowe u. a.: Multi-agent actor-critic for mixed cooperative-competitive environments, Advances in Neural Information Processing Systems, Band 30, 2017
- mit C. Finn, S. Levine: Model-agnostic meta-learning for fast adaptation of deep networks, Int. Conference on Machine Learning 2017, S. 1126–1135
- mit T. Haarnoja, A. Zhou, S. Levine: Soft actor-critic: Off-policy maximum entropy deep reinforcement learning with a stochastic actor, Int. Conf. Machine Learning, 2018, S. 1861–1870